# Plévin
Plévin (en bretó Plevin) és un municipi francès, situat a la regió de Bretanya, al departament de Costes del Nord. L'any 1999 tenia 774 habitants.

## Demografia
| 1962                                       | 1968  | 1975 | 1982 | 1990 | 1999 |
| ------------------------------------------ | ----- | ---- | ---- | ---- | ---- |
| 845                                        | 1.015 | 883  | 774  | 781  | 774  |
| Des de 1962: població sense dobles comptes |       |      |      |      |      |

## Administració
| Període   | Identitat      | Partit |
| --------- | -------------- | ------ |
| 2001-2008 | Marie Croisier |        |
| 2008-     | Henri Le Dren  |        |